# Мисс Интернешнл 2002

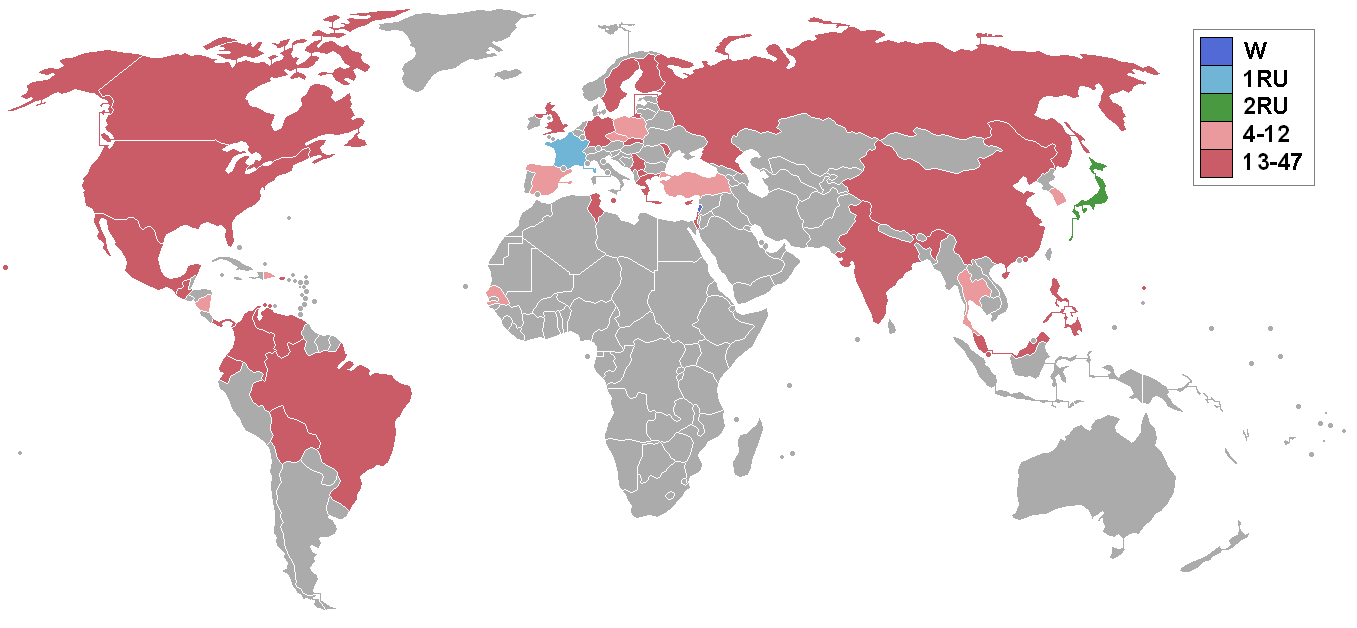
Страны-участницы Мисс Интернешнл

Мисс Интернешнл 2002 (англ. Miss International 2002) — 42-й международный конкурс красоты Мисс Интернешнл, проведённый 30 сентября 2002 года в Токио (Япония), который выиграла Кристина Савайя из Ливана.

## Финальные результаты
| Финальные результаты | Участница |
| -------------------- | --- |
| Мисс Интернешнл 2002 | - Ливан — Кристина Савайя |
| 1-я вице-мисс        | - Франция — Эммануэль Ягодзински |
| 2-я вице-мисс        | - Япония — Хана Урусима |
| Полуфиналистки       | - Чехия — Ленка Тауссигова - Доминиканская Республика — Хейми Эрнандес - Республика Корея — Ки Юнджу - Никарагуа — Марианела Лакайо Мендоса - Польша — Моника Ангерманн - Сенегал — Маме Диарра Мбалло - Испания — Лаура Эспиноса - Таиланд — Пиянут Кхамбун - Турция — Нихан Аккус |

## Специальные награды
| Награда                    | Участница                     |
| -------------------------- | ----------------------------- |
| Лучший Национальный Костюм | - Республика Корея — Ки Юнджу |
| Мисс Дружба                | - Гонконг — Кэти У Кавай      |
| Мисс Фотогеничность        | - Китай — Эми Янь Вэй         |

## Участницы
| - Аруба — Йерианне Тил - Боливия — Карла Амельер - Бразилия — Милена Рикарда де Лима Лира - Канада — Алисия Виктория Альтарес - Китай — Эми Янь Вэй - Колумбия — Консуэло Гусман Парра - Кюрасао — Лус Тониша Де Соуза - Кипр — Николь Стилиану - Чехия — Ленка Тауссигова - Доминиканская Республика — Джейми Ванесса Эрнандес Франхуль - Эквадор — Исабель Кристина Онтанеда Пинто (Universe '02, Earth '03) - Финляндия — Катарина Кулве - Франция — Эммануэль Жагодсински - Германия — Эва Дедеке - Греция — Стелла Ябура - Гватемала — Эвелин Аррега - Гавайи — Чунь Хуэй Чэнь - Гонконг — Кэти У Кавай - Индия — Гаухар Хан - Израиль — Шелли Дина'и - Япония — Хана Урусима - Республика Корея — Ки Юнджу - Ливан — Кристина Савайя (World '01) - Северная Македония — Марта Панчевска - Малайзия — Кристал Панг Чя Бунь - Мальта — Элисон Абела | - Мексика — Велия Руэда Галиндо - Молдова — Мариана Морару (World '00) - Никарагуа — Маринела Лакайо (Universe '02, International Flower Queen '02) - Северные Марианские Острова — Кристин Джувелл Кунанан - Панама — Кристина Эррера - Филиппины — Кристин Альсар (winner Tourism International Ukraine Black Sea '02) - Польша — Моника Ангерманн - Пуэрто-Рико — Мариэла Луго Марин - Россия — Ксения Ефимцева - Сенегал — Маме Диарра Мбалло (winner CEDEAO '01) - Сингапур — Мари Вонг Янь И (Asia Pacific '99, World '05, Universe '08) - Словакия — Зузана Гунисова - Испания — Лаура Эспиноса Уэртас - Швеция — Эмилия Лундквист - Таиланд — Пиянут Кхамбун (Piyanuch Khamboon) (winner Tourism International '02) - Тунис — Нихад Эль-Абди - Турция — Нихан Аккус - Великобритания — Джульет-Джейн Хорн (2nd RU World '01) - США — Мэри Элизабет Джонс - Венесуэла — Синтия Кристина Ландер Самора (4th RU Universe '02, 1st RU Mesoamerica '04) - СР Югославия — Александра Кокотович |

## Не участвовали
- Пакистан — Нилам Вурани (вынуждена отказаться от участия в конкурсе за 3 дня до финала из-за исламского правительства)

## Сноски
1. 1 2 3 4 5 6  International beauties. Philippine Daily Inquirer. 1 октября 2002. Архивировано 11 мая 2017. Дата обращения: 3 октября 2017.
2. ↑  Newly-elected Miss International 2002, 22-year-old Lebanese Christina Sawaya. Getty Images (10 октября 2002). Дата обращения: 3 января 2016. Архивировано 30 декабря 2016 года.
3. ↑  Vina, Nguyen. All winners of the contest Miss International. Global Express News (28 сентября 2015). Дата обращения: 3 января 2016. Архивировано 22 октября 2019 года.